# Edyta Bielska
Edyta Bielska (ur. 17 czerwca 2001) – polska lekkoatletka specjalizująca się w wielobojach.
Brązowa medalistka w pięcioboju lekkoatletycznym w hali (Toruń 2021, Toruń 2022, Toruń 2023 i Toruń 2025). Brązowa medalistka w siedmioboju lekkoatletycznym (Warszawa 2022). Także mistrzyni Polski juniorów i wielokrotna medalistka mistrzostw Polski wieloboistek w juniorskich kategoriach wiekowych.

## Rekordy życiowe
- Siedmiobój – 6062 pkt. (2023) 10. miejsce w polskich tabelach historycznych
- Pięciobój – 4280 pkt. (2025)[7]